# Verwaltungsgliederung der Oblast Tula

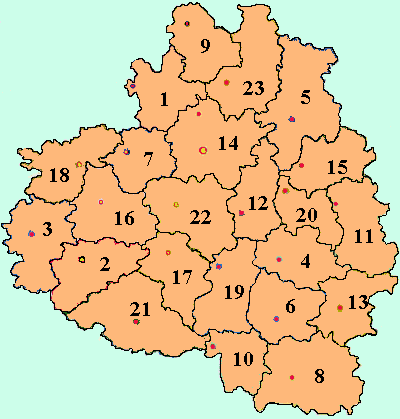
Verwaltungsgliederung der Oblast Tula (Nummern in den ersten Tabellenspalten)

Die Oblast Tula im Föderationskreis Zentralrussland der Russischen Föderation gliedert sich in 19 Rajons und 7 Stadtkreise (oder ihnen gleichgestellte Gebilde, Stand 2015). Den Rajons sind insgesamt 40 Stadt- und 109 Landgemeinden unterstellt (Stand: 2010).
2014 wurde der Leninski rajon aufgelöst und sein Territorium in den Stadtkreis Tula eingegliedert und die Stadtkreise Alexin und Jefremow neu aus den vormaligen Rajons gebildet.

## Stadtkreise
Situation bis 2014
| [ 1 ] | Stadtkreis   | Einwohner | Fläche (km²) | Bevölkerungs- dichte (Ew./km²) | Stadt- bevölkerung | Land- bevölkerung | Anzahl städtischer Siedlungen | Anzahl ländlicher Siedlungen |
| ----- | ------------ | --------- | ------------ | ------------------------------ | ------------------ | ----------------- | ----------------------------- | ---------------------------- |
| 20    | Donskoi      | 64.048    | 48           | 1346                           | 64.048             | –                 | 1                             | –                            |
| 1     | Nowogurowski | 3.613     | ?            | ?                              | 3.613              | –                 | 1                             | –                            |
| 15    | Nowomoskowsk | 143.655   | 906          | 159                            | 131.247            | 12.408            | 1                             | ?                            |
| 2     | Slawny       | 1.847     | ?            | ?                              | 1.847              | –                 | 1                             | –                            |
| 14    | Tula         | 491.999   | 188          | 2621                           | 491.999            | –                 | 1                             | –                            |

## Rajons
Situation bis 2014
| [ 6 ] | Rajon             | Einwohner | Fläche (km²) | Bevölkerungs- dichte (Ew./km²) | Stadt- bevölkerung | Land- bevölkerung | Verwaltungssitz | Weitere Orte                                           | Anzahl Stadt- gemeinden | Anzahl Land- gemeinden |
| ----- | ----------------- | --------- | ------------ | ------------------------------ | ------------------ | ----------------- | --------------- | ------------------------------------------------------ | ----------------------- | ---------------------- |
| 1     | Alexin            | 72.355    | 870          | 83                             | 63.884             | 8.471             | Alexin          |                                                        | 1                       | 5                      |
| 2     | Arsenjewo         | 10.815    | 1110         | 10                             | 4.904              | 5.911             | Arsenjewo       |                                                        | 1                       | 5                      |
| 3     | Beljow            | 21.642    | 1180         | 18                             | 14.303             | 7.339             | Beljow          |                                                        | 1                       | 4                      |
| 4     | Bogorodizk        | 52.009    | 960          | 54                             | 39.656             | 12.353            | Bogorodizk      | Towarkowski                                            | 2                       | 4                      |
| 7     | Dubna             | 14.586    | 779          | 19                             | 5.881              | 8.705             | Dubna           |                                                        | 1                       | 4                      |
| 23    | Jasnogorsk        | 32.205    | 1300         | 25                             | 20.400             | 11.805            | Jasnogorsk      | Rewjakino                                              | 2                       | 4                      |
| 8     | Jefremow          | 63.428    | 1649         | 38                             | 39.965             | 23.463            | Jefremow        |                                                        | 1                       | 5                      |
| 10    | Kamenski          | 9.348     | 795          | 12                             | –                  | 9.348             | Archangelskoje  |                                                        | –                       | 4                      |
| 11    | Kimowsk           | 42.680    | 1112         | 38                             | 32.210             | 10.470            | Kimowsk         | Jepifan, Nowolwowsk                                    | 3                       | 5                      |
| 12    | Kirejewsk         | 74.996    | 950          | 79                             | 54.767             | 20.229            | Kirejewsk       | Bolochowo, Borodinski, Lipki, Oktjabrski, Schwarzewski | 6                       | 6                      |
| 13    | Kurkino           | 11.032    | 950          | 12                             | 5.222              | 5.810             | Kurkino         |                                                        | 1                       | 5                      |
| 14    | Leninski          | 58.971    | 1351         | 44                             | 15.756             | 43.215            | Leninski        | Plechanowo                                             | 2                       | 8                      |
| 16    | Odojew            | 12.940    | 1182         | 11                             | 6.020              | 6.920             | Odojew          |                                                        | 1                       | 3                      |
| 17    | Plawsk            | 27.806    | 1025         | 27                             | 16.237             | 11.569            | Plawsk          |                                                        | 1                       | 7                      |
| 9     | Saokski           | 18.611    | 920          | 20                             | 6.669              | 11.942            | Saokski         |                                                        | 1                       | 4                      |
| 22    | Schtschokino      | 106.897   | 1379         | 78                             | 79.178             | 27.719            | Schtschokino    | Ogarjowka, Perwomaiski, Sowetsk                        | 4                       | 5                      |
| 18    | Suworow           | 38.016    | 1065         | 36                             | 26.702             | 11.314            | Suworow         | Agejewo, Tschekalin                                    | 3                       | 5                      |
| 19    | Tjoplo-Ogarjowski | 12.807    | 1014         | 13                             | 5.102              | 7.705             | Tjoploje        |                                                        | 1                       | 5                      |
| 21    | Tschern           | 20.422    | 1614         | 13                             | 7.626              | 12.796            | Tschern         | Stanzija Skuratowo                                     | 2                       | 6                      |
| 20    | Uslowaja          | 85.503    | 567          | 151                            | 68.254             | 17.249            | Uslowaja        | Brussjanski, Dubowka                                   | 3                       | 6                      |
| 5     | Wenjow            | 33.995    | 1620         | 21                             | 21.682             | 12.313            | Wenjow          | Grizowski                                              | 2                       | 4                      |
| 6     | Wolowo            | 14.158    | 1080         | 13                             | 3.371              | 10.787            | Wolowo          |                                                        | 1                       | 5                      |

Anmerkungen:
1. ↑  Nummer des Rajons in der Karte, von dessen Territorium Stadtkreis umschlossen wird bzw. für Nowomoskowsk Nummer des Stadtkreises in der Karte (in alphabetischer Reihenfolge der Namen im Russischen)
2. 1 2  Einwohnerzahlen vom 1. Januar 2010 (Berechnung)
3. ↑  2008 aus dem Rajon Alexin als rajonfreies Munizipales Gebilde (Munizipalnoje obrasowanije) ausgegliedert (in einigen Dokumenten als Stadtkreis bezeichnet); in der Aufstellung der Einwohnerzahlen für 2010 noch beim Rajon Alexin aufgeführt
4. ↑  Stadtkreis seit 2008, zuvor Rajon
5. ↑  2009 aus dem Rajon Arsenjewo als rajonfreies Munizipales Gebilde (Munizipalnoje obrasowanije) ausgegliedert (in einigen Dokumenten als Stadtkreis bezeichnet); in der Aufstellung der Einwohnerzahlen für 2010 noch beim Rajon Arsenjewo aufgeführt
6. ↑  Nummer des Rajons in der Karte (in alphabetischer Reihenfolge der Namen im Russischen)
7. ↑  Siedlungen städtischen Typs bzw. Stadtgemeinden (Stand 2010)
8. 1 2  2014 in einen Stadtkreis umgewandelt
9. ↑  Rajon 2014 aufgelöst, Territorium an den Stadtkreis Tula angeschlossen